# Episteme
En grec antic, episteme (ἐπιστήμη) significa coneixement o comprensió. El terme epistemologia, la branca de la filosofia relativa a la teoria del coneixement, deriva d'episteme.

## Història

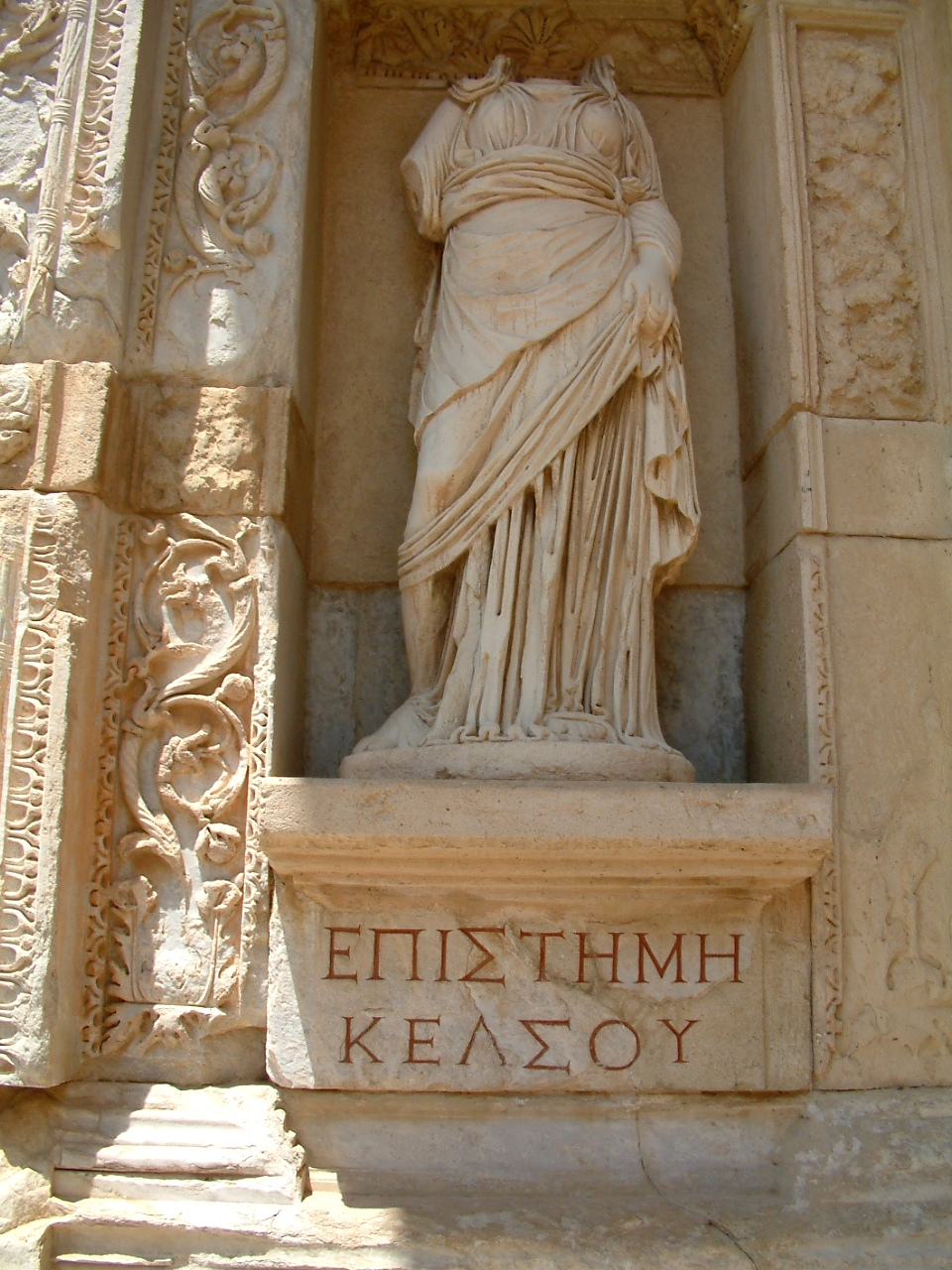
Personificació d'Episteme a la Biblioteca de Cels d'Efes

### Plató
Plató, seguint Xenòfanes de Colofó, contrasta episteme amb doxa: creença o opinió comuna. El terme episteme també es distingeix de tekne: un ofici o pràctica aplicada. Al Protàgores, Plató en boca de Sòcrates assenyala que nous i episteme són els requisits previs per a frònesi.

### Aristòtil
Aristòtil va distingir entre cinc virtuts del pensament: technê, epistêmê, phronêsis, sophia i nous, amb tekne traduït per «artesania» o «art» i episteme com «coneixement». Un relat complet de l'episteme es dona a Segons analítics, on Aristòtil argumenta que el coneixement de les veritats necessàries, més que no pas les contingents, sobre la causalitat és fonamental per a la filosofia. Per emfatitzar-ne la necessitat, utilitza la geometria. A més, Aristòtil utilitza la noció de causa (aitia) en un sentit més ampli que el pensament contemporani. Per exemple, entendre com els axiomes geomètrics condueixen a un teorema sobre les propietats dels triangles compta com a comprendre la causa de la propietat provada del triangle rectangle. Com a resultat, episteme és una virtut del pensament que s'ocupa del que no pot ser d'una altra manera, mentre que tekne i frònesi tracten del que és contingent.

### Michel Foucault
Per a Foucault, l'episteme és la inconsciència guia de la subjectivitat dins d'una època determinada: paràmetres subjectius que formen un a priori històric. Utilitza el terme episteme a Les paraules i les coses en un sentit especialitzat per a significar el coneixement històric, no temporal, a priori, que fonamenta la veritat i els discursos, representant així la condició de la seva possibilitat dins d'una època determinada. En el llibre, Foucault descriu episteme:
En qualsevol cultura i en cada moment, sempre hi ha una sola episteme que defineix les condicions de possibilitat de tot coneixement, ja sigui expressat en una teoria o investit subtilment en una pràctica.
En escrits posteriors deixa clar que diversos episteme poden coexistir i interactuar al mateix temps, formant part de diversos sistemes de poder-coneixement. Foucault intenta demostrar els límits constitutius del discurs i, en particular, les regles que permeten la seva productivitat. Tanmateix, sosté que, tot i que la ideologia pot infiltrar-se i formar la ciència, no cal que ho faci: s'ha de demostrar com la ideologia forma realment la ciència en qüestió. Jean Piaget va comparar l'ús de Foucault d'episteme amb la noció de paradigma de Thomas Kuhn.